# Lesňáček střízlíkovitý
Lesňáček střízlíkovitý (Zeledonia coronata) je druh středoamerického zpěvného ptáka, jediný zástupce čeledi Zeledoniidae a rodu Zeledonia. 

## Systematika
Lesňáčka střízlíkovitého vědecky popsal americký ornitolog Robert Ridgway roku 1889, přičemž pro něj zvolil stále platné vědecké jméno Zeledonia coronata. Nově vytyčený monotypický rod Zeledonia nebyl schopen spolehlivě zařadit v rámci žádné známé čeledi, roku 1907 pro něj vyčlenil samostatnou čeleď Zeledoniidae. Během 20. století byl lesňáček střízlíkovitý pokládán za příbuzného čeledí střízlíkovitých (Troglodytidae) nebo drozdovitých (Turdidae), později byl klasifikován v rámci čeledi lesňáčkovitých (Parulidae), se zvažovaným blízkým příbuzenským vztahem vůči rodu Basileuterus.
Molekulárně-fylogenetická studie Lovette & Bermingham (2002) nicméně dospěla k závěru, že zatímco většina tradičně uznávaných lesňáčkovitých tvořila dobře podporované monofylum, mimo tento klad vystupovalo několik rodů, mj. i rod Zeledonia. V současném systému vystupuje rod Zeledonia opět v rámci samostatné čeledi, jak doporučila práce Barker & kol. (2013). Představuje linii odvětvující se uvnitř širšího kladu sdružujícího zpěvné s devíti ručními letkami („nine-primaried oscine group“). Příbuzenské vztahy nejsou zcela vyjasněné, může však jít o sesterský taxon vůči čeledi Teretistridae, jež byla rovněž osamostatněna od pravých lesňáčkovitých.
Lesňáček střízlíkovitý představuje monotypický taxon, nerozlišují se tedy žádné jeho poddruhy.

## Popis
Lesňáček střízlíkovitý je menší zpěvný pták, jenž dosahuje velikosti asi 12 cm a hmotnosti 21 g. Tělo je kompaktní, válcovitě vejčité. Ocas je krátký, křídla krátká a zakulacená, končetiny středně dlouhé. Hlava je relativně mohutná, krk krátký, leč statný. Zobák je spíše kratší, nepříliš silný, má načernalé zbarvení. Barva peří se pohybuje v tmavě olivových odstínech na svrchních partiích, spodní část těla je břidlicově šedá, u dospívajících jedinců pak spíše nahnědlá a s černými okraji pírek. Hlava má po stranách rovněž břidlicové zbarvení, horní část hlavy však zdobí oranžová korunka, u dospělců lemovaná černými proužky. Neobjevuje se výrazný pohlavní dimorfismus. Končetiny jsou hnědé a duhovka tmavá.

## Výskyt
Areál výskytu zahrnuje pouze Kostariku a Panamu.

## Chování a ekologie
Lesňáček střízlíkovitý představuje horský druh ptáka, jenž žije ve vlhkých lesích či páramu v nadmořských výškách nejčastěji okolo 2 500 m. O jeho chování a ekologii se ví pouze mizivé množství informací. Živí se především různými bezobratlými, které vyhledává v podrostu. Na zemi si rovněž staví kulovité hnízdo z mechu, do něhož se vstupuje bočním vchodem. V období od dubna do června samice naklade snůšku tvořenou dvěma vejci, přičemž mláďata zůstávají na hnízdě alespoň 17 dní. O inkubaci vajec a péči o mláďata nejsou známy podrobnější údaje, nicméně zřejmě se objevuje biparentální péče.
Zpěv tvoří výrazné pískání, přičemž lesňáčci často zpívají párově.

## Ohrožení
Mezinárodní svaz ochrany přírody (IUCN) považuje ve svém vyhodnocení stavu ohrožení z roku 2022 lesňáčka střízlíkovitého za málo dotčený druh. Celková velikost populace činí dle odhadů 20 000 až asi 50 000 dospělců, přičemž populační trend zřejmě zůstává stabilní.